# Universität Poitiers

Historisches Wappen der Universität

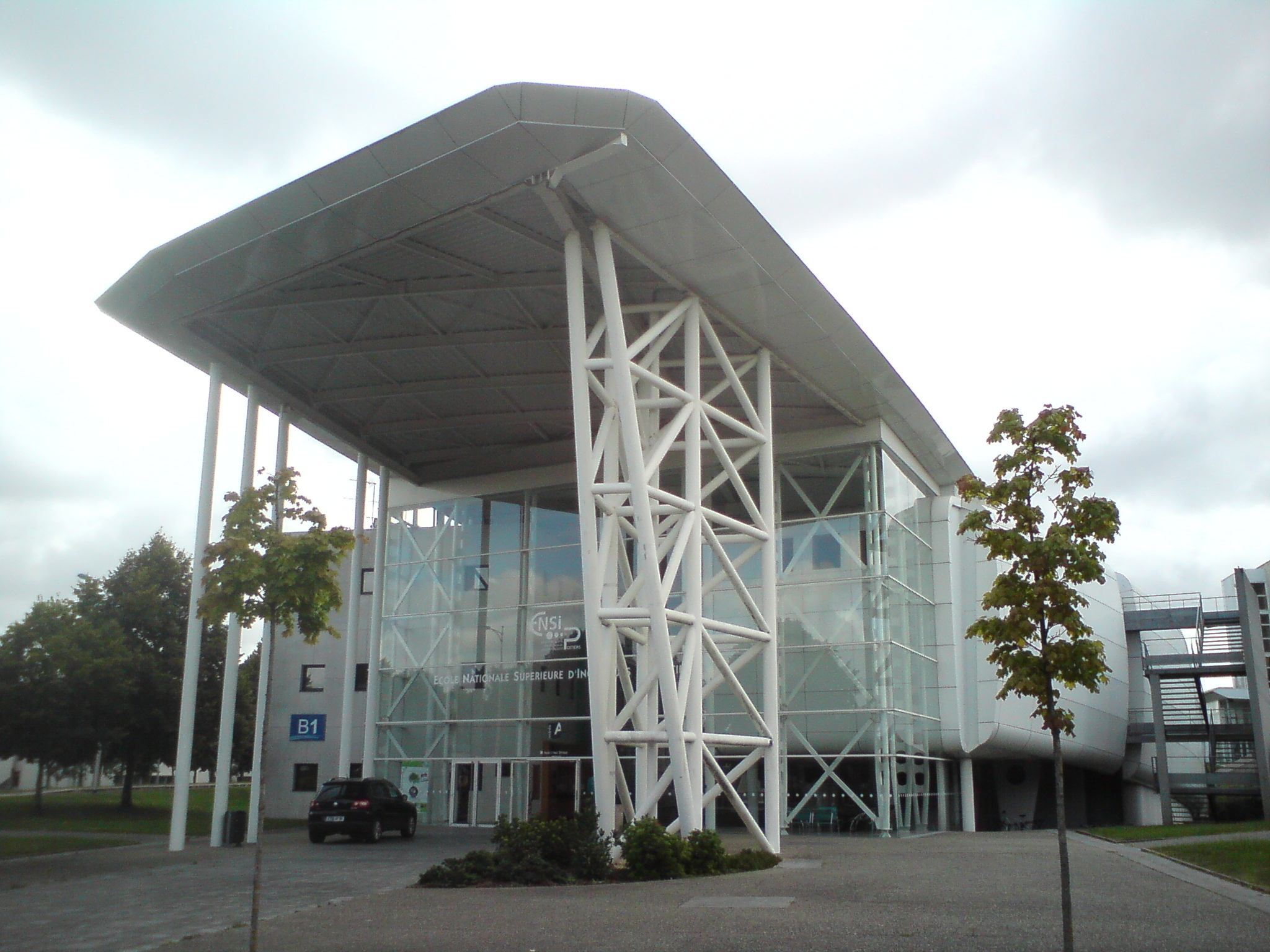
Die ENSIP

Die Universität Poitiers (französisch: Université de Poitiers) mit Sitz in der Stadt Poitiers ist eine der ältesten Universitäten Frankreichs mit circa 24.000 (davon 3.000 ausländische) Studenten und 2.300 wissenschaftlichen bzw. akademischen Angestellten. Präsident (= Rektor) der Universität ist Yves Jean.

## Geschichte
Die Universität Poitiers wurde 1431 per päpstlicher Bulle durch Papst Eugen IV. und König Karl VII. von Frankreich gegründet und bestand damals aus den fünf Fakultäten Theologie, Kriegsrecht, Bürgerliches Recht, Medizin und Kunst. Im 16. Jahrhundert entwickelte sie sich neben der Universität Paris zur zweitwichtigsten Hochschule des Landes.

## Fakultäten
Die Universität, die sich heute in 14 Lehr- und Forschungseinheiten (UFR), Institute und Schulen gliedert, bietet Abschlüsse in über 200 Studienrichtungen.
Die Universität beherbergt auch die École Nationale Supérieure d’Ingénieurs de Poitiers.
Bei einem 2005 durchgeführten Hochschul-Ranking der Zeitschrift „L'Étudiant“ belegten die Rechtswissenschaften der Universität landesweit den zweiten Platz.

## Persönlichkeiten
- François Rabelais (um 1494–1553), französischer Schriftsteller
- Joachim Du Bellay (um 1522–1560), französischer Schriftsteller
- Marcus zum Lamm (1544–1606), deutscher Jurist und Kirchenrat
- Francis Bacon (1561–1626), englischer Philosoph und Staatsmann
- Georg Anton von Rodenstein (1579–1652), Bischof von Worms
- René Descartes (1596–1650), französischer Philosoph und Naturwissenschaftler
- Guez De Balzac (1597–1654), französischer Schriftsteller
- Scévole (I.) de Sainte-Marthe (1536–1623), französischer Schriftsteller
- Wilhelm Wilmers (1817–1899), deutscher Jesuit, Professor der Dogmatik
- Aimé Schneider (1844–1932), Zoologe